# Thyridopteryx vernalis
Thyridopteryx vernalis är en fjärilsart som beskrevs av Jones 1923. Thyridopteryx vernalis ingår i släktet Thyridopteryx och familjen säckspinnare. Inga underarter finns listade i Catalogue of Life.